# 人羅奎太郎
人羅 奎太郎（ひとら けいたろう、1998年12月11日 - ）は、ジャパンラグビーリーグワン花園近鉄ライナーズに所属するラグビーユニオン選手。

## プロフィール
- 兵庫県出身[1]。
- ポジションはスクラムハーフ(SH)。
- 身長 164 cm、体重 70 kg
- 妹の美帆は女子ラグビー選手[2](現・日本体育大学ラグビー部女子)。
- 関西学生代表に選ばれたことがある[3]。
- トンガサムライXVスコッドに選ばれたことがある[4]。

## 略歴
2017年、東海大仰星高校卒業後、同志社大学に入る。
2021年、同志社大学卒業後、近鉄ライナーズ(現・花園近鉄ライナーズ)に加入。
2022年1月10日に行われたJAPAN RUGBY LEAGUE ONE第1節三菱重工相模原ダイナボアーズ戦にて途中出場で公式戦初出場を果たした。